# Baile de gitanas

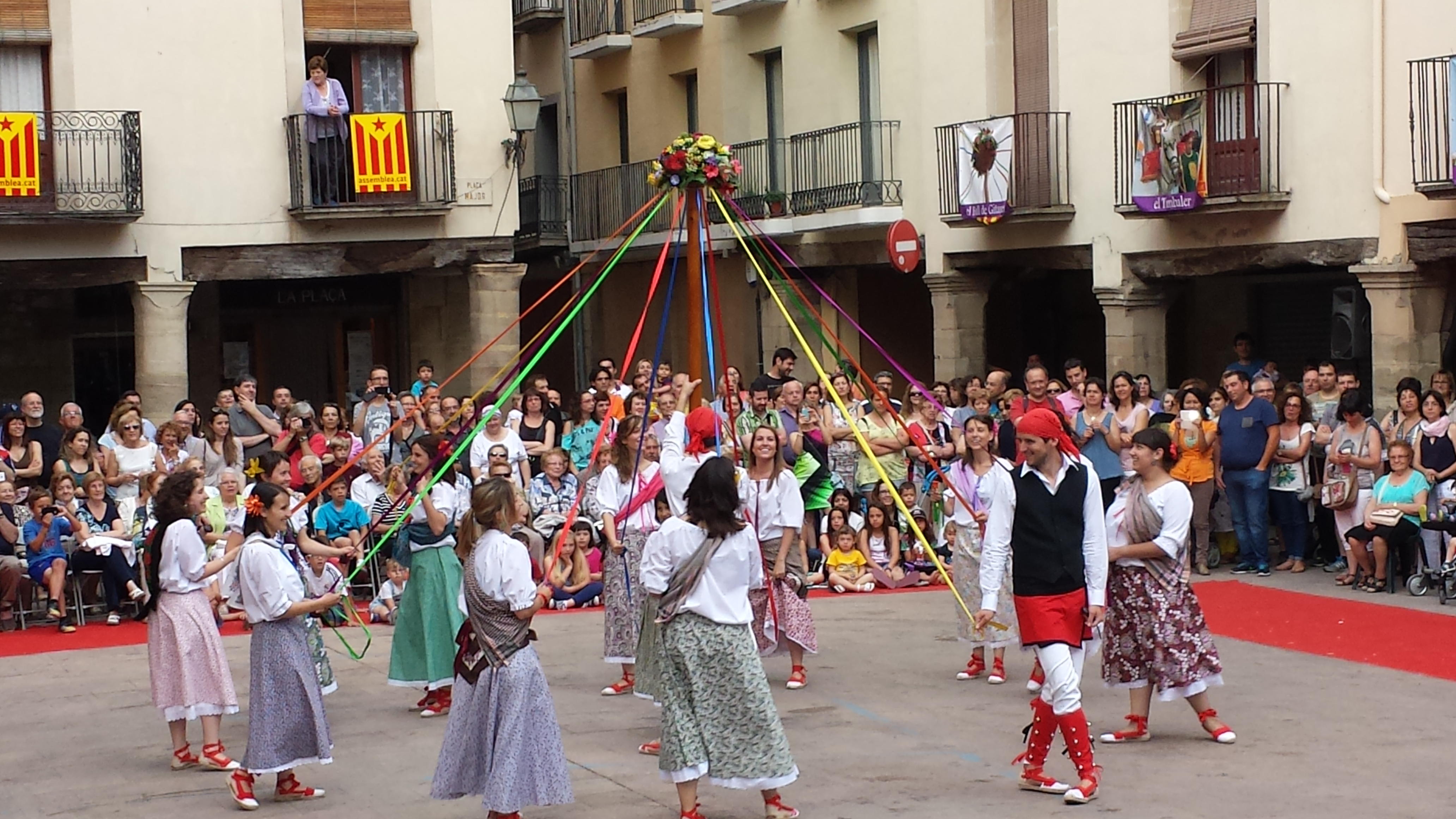
Baile de Gitanas de Cervera, Cataluña.

El baile de gitanas (o en catalán ball de gitanes) es una danza tradicional que se da en Cataluña y la Comunidad Valenciana. Estos se diferencian por dos tipologías de baile de gitanas, uno es el que se baila durante las fiestas de Carnaval durante la zona del Vallés y otro es el que se baila para el Corpus y las fiestas mayores en diferentes poblaciones de la Comunidad Valenciana y en la Cataluña Nueva, principalmente en las fiestas mayores del Campo de Tarragona y del Panadés.
Cabe destacar que la Danza de la Alcachofa, dentro de la tipología del baile de gitanas con cintas, que se baila durante las Fiestas de Nuestra Señora de la Salud de Algemesí fue declarado Patrimonio Cultural Inmaterial de la Humanidad por la UNESCO, en el año 2011.

## Baile de gitanas en el Vallés

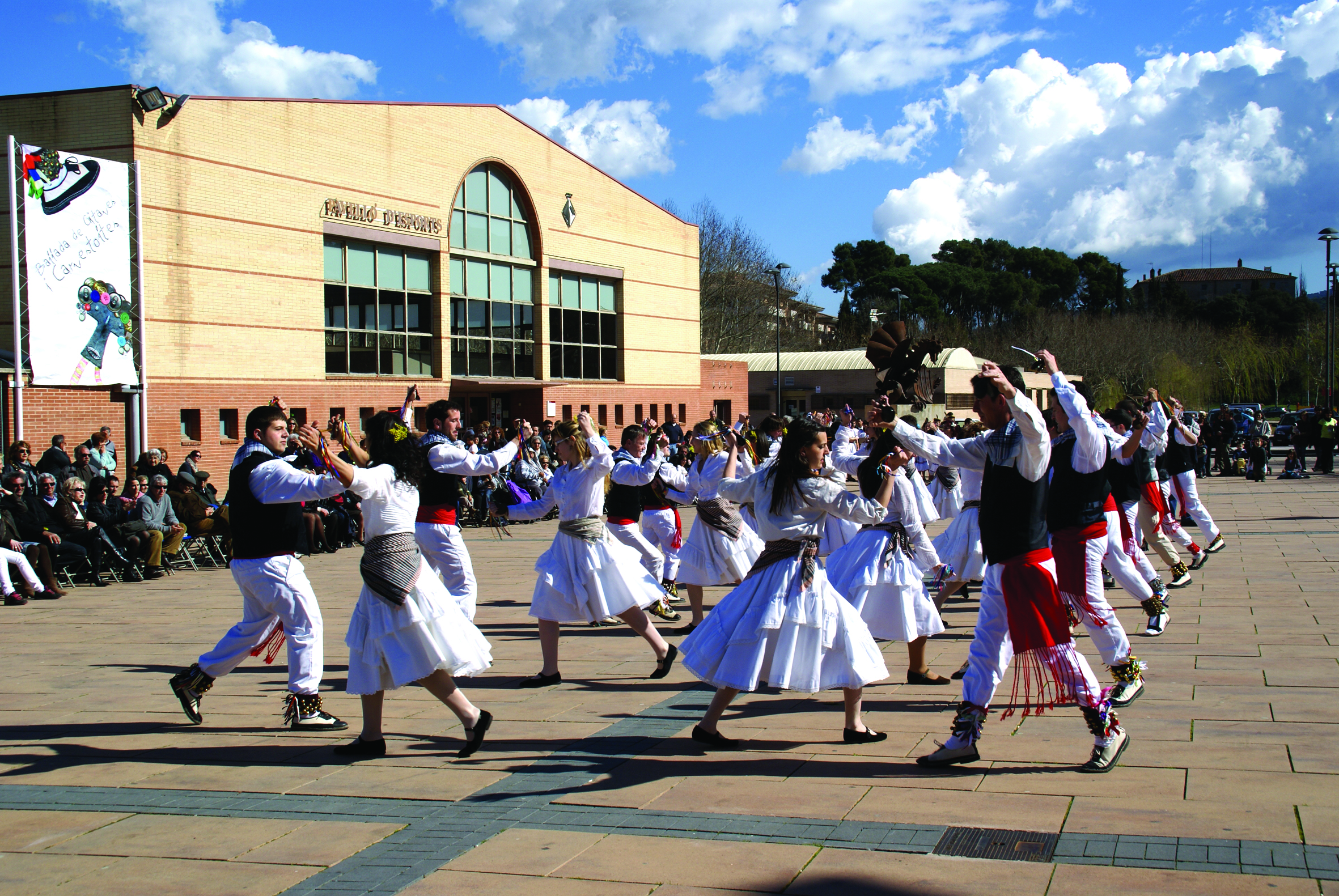
Baile de Gitanas de Llinars del Vallès, Cataluña.

En la modalidad del Vallés, el baile típicamente de carnaval se hace en formación de grupos de parejas en fila, con castañuelas en las manos y cascabeles en los pies, saltan y bailan al ritmo de la música, a menudo interpretada por una cobla. El baile de gitanas de Sant Celoni está documentado del año 1767, siendo uno de los bailes más antiguos de Cataluña. El Capitán con sus bailadores y el Viejo y la Vieja presiden la comitiva, el grupo de música toca durante todo el pasacalle, los bailarines realizan algunas danzas en medio de la calle. Los diablillos provocan al público saltando, tirando harina, petardos y, sobre todo, haciendo alboroto. Al llegar a la plaza, el Capitán entra y pide permiso a las autoridades para ocuparla. Una vez concedido el permiso, entran el Viejo y la vieja, unos personajes grotescos de la comparsa que presidirán el acto. El viejo hace un discurso carnavalesco y, para finalizar una traca señala la entrada de los diablillos. Los grupos del Baile de Gitanas entran en la plaza con el galope de entrada. La música de la cobla es diversa, ya que no hay una melodía concreta para bailar esta danza. Tocan diferentes géneros de música, tales como el vals, la polca, el chotis, el galope de entrada, la jota, la contradanza, la frandola, alguna pieza sorpresa y se acaba la fiesta con el Galope de Salida. 
Tienen diferentes personajes según la población, como por ejemplo el Capitán o los diablos, que actúan como personajes festivos que señalan el espacio ritual de la danza e interactúan con los bailarines. Los diablillos llevan máscara con cuernos, ropa roja y una faja negra de la que cuelgan cencerros que, con su sonido, invocan a los espíritus malignos. Se encargan de alborotar al público durante el pasacalle y de mantener el orden en la plaza, donde también hacen bromas sobre algún acontecimiento que haya tenido lugar durante el año.

## Baile de gitanas en la Cataluña Nueva y la Comunidad Valenciana

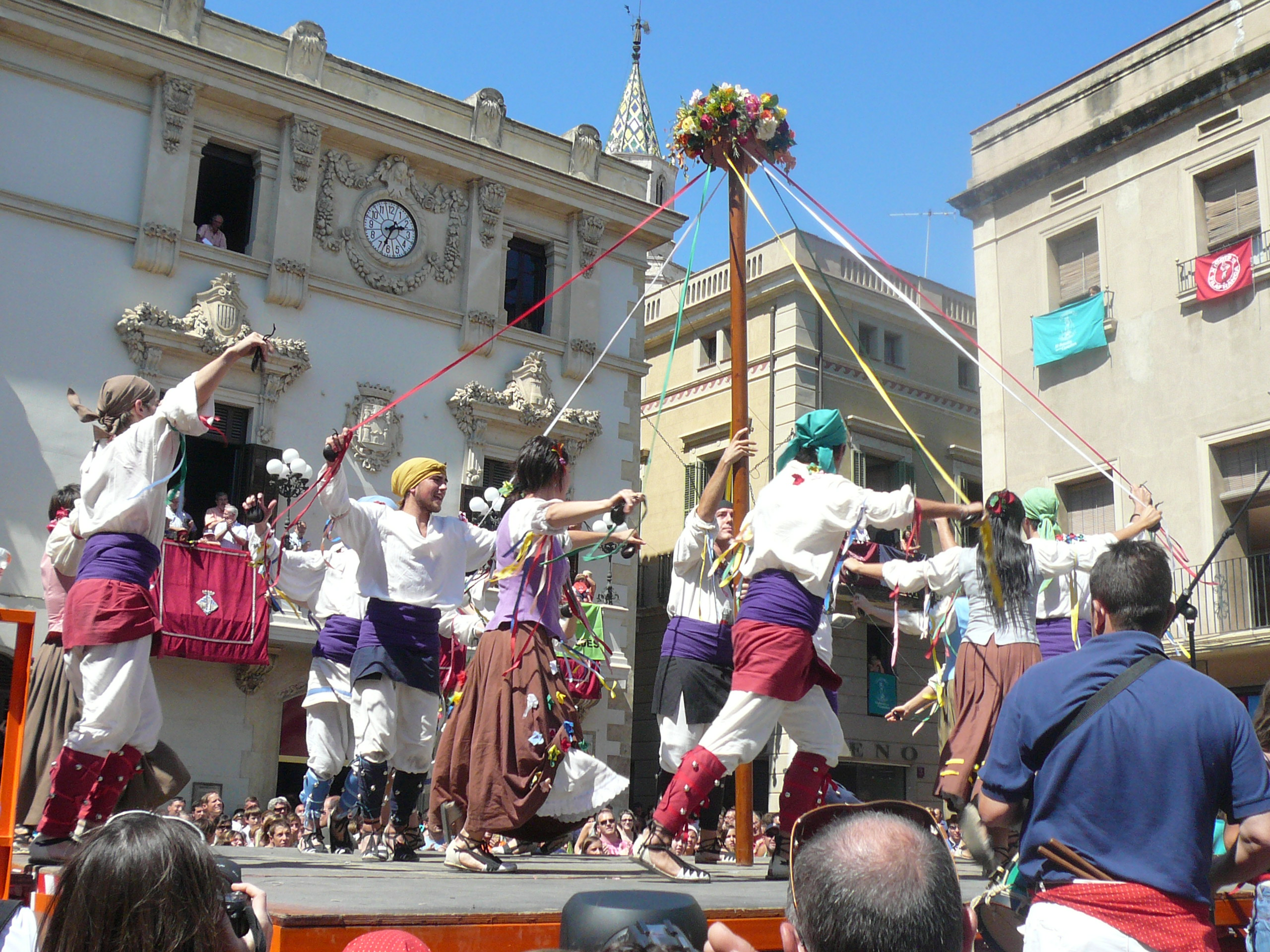
Baile de Gitanas de Villafranca del Panadés.

En la modalidad de la Cataluña Nueva y de la Comunidad Valenciana, el baile se lleva a cabo durante la fiesta mayor y el día del Corpus. La danza se produce alrededor de un palo de donde salen unas vetas (o cintas) que son sujetadas, en sus puntas, por los bailarines, llamados gitanos y gitanas, y al bailar se van formando trenzas o cordones según el paso de la danza.
Van vestidos con la indumentaria típica de los gitanos del siglo XIX. El palo es el emblema y el símbolo del grupo: simboliza el antiguo Árbol de Mayo. Hecho con madera barnizada y coronado por una guirnalda de flores de donde salen las cintas de colores.

### En la Cataluña Nueva
En la Cataluña Nueva, esta danza se considera una Danza Hablada, porque el texto no sólo es un apoyo de la danza, sino que da una gran importancia a la puesta en escena. Este hecho hace que se considere un baile hablado con la misma consideración que el Baile de Diablos o el Baile de Serrallonga. La música es interpretada por gralla y tambor.

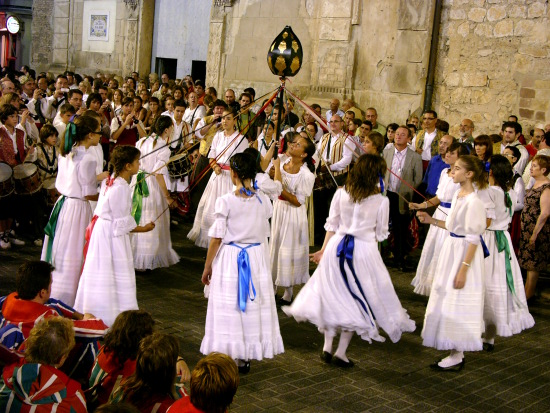
Baile de la Alcachofa de Algemesí, Comunidad Valenciana. Patrimonio Inmaterial de la Humanidad.

Actualmente se baila en la zona del Panadés y el Campo de Tarragona pero hasta medios del siglo XX era bailado a muchas zonas de las Tierras de Poniente como Lérida, Bellpuig o Cervera, que lo ha recuperado recientemente.

## Poblaciones donde se baila actualmente
El baile de gitanas se puede encontrar en diferentes localidades de Cataluña y de la Comunidad Valenciana:
| Vallés - La Ametlla - Canovellas - Castellar del Vallés - Sardañola del Vallés - Granollers - Gualba - La Llagosta - Llissá de Munt - Llissá de Vall - Llinás del Vallés - Martorellas - Mas Rampinyo - Moyá - Mollet del Vallès - Montmeló - Palau-solità i Plegamans - Parets - Ripollet - Rubí, Donde el baile de gitanas se ha convertido en toda una tradición de la ciudad, recuperada por el Esbart Dansaire de Rubí. Y por fiesta mayor cientos de personas la bailan en la calle - Sabadell - San Celoni - San Cugat del Vallés - San Esteban de Palautordera - San Lorenzo Savall - Santa Eulalia de Ronsana - Santa María de Palautordera - Santa Perpetua de Moguda - Senmanat - Tarrasa Maresme - Mataró | Segarra - Cervera Bajo Llobregat - Castelldefels - Esparraguera Bages - Sant Vicenç de Castellet Campo de Tarragona - Panadés - Arbós - Reus - San Pedro de Ribas - Sitges - Tarragona - Torredembarra - Valls - Vendrell - San Quintín de Mediona - Villafranca del Panadés - Villanueva y Geltrú - San Sadurní de Noya Anoia - Igualada Comunidad Valenciana - Alcoy - Algemesí - Alginet - Morella - Valencia - Todolella - Silla |

## Actuaciones
- Ball de Gitanes - SANTA TECLA TARRAGONA 2013